# 12 (歌曲)
《12》是俄罗斯说唱歌手摩根施特恩在2022年發佈的单曲。他在多次尝试在俄羅斯國内外音樂媒体平台上发布作品失败后，單曲於2022年3月14日在社交平台Telegram上发布。

## 背景
《12》這首單曲的内容與摩根施特恩的弟弟有關係，目的是为了纪念他弟弟的生日，他在2022年3月14日满12岁 。这首歌还谈到了2022年俄罗斯全面入侵乌克兰，呼吁俄罗斯和乌克兰之间的和平与友谊，同时也谴责俄罗斯的入侵行为 。

## 作品
这首歌以乌克兰记者德米特羅·戈爾東在電視上發表的话的一部分开始，説到：“他妈的离开这里，他妈的人渣！”（指的是俄軍） 。这首歌谈到了很多情况，包括卢布的崩溃、2022年俄羅斯入侵烏克蘭以及摩根施特恩他自己的法律问题。他在歌詞中谴责俄罗斯將領将他們的士兵带到战争的前线，说到“大老板会把你送到屠宰场，而且他們根本不在乎你的死活”。在这首歌的结尾，顯示一段屬於一名妇女的录音，后来她被披露为是單曲制作人之一，來自烏克蘭的弗拉迪斯拉夫·帕拉金的母亲，她说道她在炮彈袭击后躲進防空洞，暫時很安全。在音乐视频中的結尾，顯示一段字，寫著：“他是乌克兰人，我是俄罗斯人。我们一起制作音乐。我们想要和平。我们想要友谊。”